# Benvenuto Pelà
Benvenuto Pelà (Torino, 19 gennaio 1894 – 1932) è stato un agricoltore e politico italiano.
Figlio di un calzolaio commerciante in pellami e granaglie, è stato uno dei pionieri dell'industria bieticola italiana, una coltura all'epoca sperimentale. È stato presidente dell'Ufficio distribuzione cereali, farine e paste.